# 2124 Nissen
A 2124 Nissen (ideiglenes jelöléssel 1974 MK) a Naprendszer kisbolygóövében található aszteroida. A Félix Aguilar Obszervatóriumban fedezték fel 1974. június 20-án.